# Nastri d'argento 2007
Els Nastri d'argento 2007 foren la 62a edició de l'entrega dels premis Nastro d'Argento (Cinta de plata) que va tenir lloc el 23 de juny de 2007 al teatre grecoromà de Taormina. a la inauguració del Taormina Film Fest. Es van seleccionar 39 entre 103 pel·lícules estrenades entre l'1 de gener de 2006 i el 31 de març de 2007. El major número de nominacions (set) les van obtenir Il caimano de Nanni Moretti i La sconosciuta di Giuseppe Tornatore.

## Guanyadors

### Millor director
- Giuseppe Tornatore - La sconosciuta
- Marco Bellocchio - Il regista di matrimoni
- Saverio Costanzo - In memoria di me
- Emanuele Crialese - Nuovomondo
- Nanni Moretti - Il caimano
- Ferzan Özpetek - No n'hi ha prou amb una vida

### Millor director novell
- Kim Rossi Stuart - Anche libero va bene
- Massimo Andrei - Mater natura
- Alessandro Angelini - L'aria salata
- Giambattista Avellino, Salvo Ficarra i Valentino Picone - Il 7 e l'8
- Libero De Rienzo - Sangue - La morte non esiste
- Roberto Dordit - Apnea

### Millor productor
- Angelo Barbagallo i Nanni Moretti (Sacher Film) - Il caimano
- Donatella Botti (Bianca Film) amb Rai Cinema - L'aria salata
- Marco Chimenz, Giovanni Stabilini i Riccardo Tozzi (Cattleya) - Ho voglia di te, La stella che non c'è i Lezioni di volo
- Francesca Cima e Nicola Giuliano (Indigo Film) - Apnea i amb Fandango i Medusa Film - La guerra di Mario
- Aurelio De Laurentiis (Filmauro) - Il mio miglior nemico, Natale a New York i Manuale d'amore 2 - Capitoli successivi
- Fulvio i Federica Lucisano (IIF) i Giannandrea Pecorelli (Aurora Film) con Rai Cinema - Notte prima degli esami i Notte prima degli esami - Oggi

### Millor argument
- Marco Bellocchio - Il regista di matrimoni
- Francesca Comencini - A casa nostra
- Alessandro D'Alatri e Gennaro Nunziante - Commediasexi
- Ermanno Olmi - Centochiodi
- Francesco Cenni i Michele Pellegrini - Uno su due
- Paolo Sorrentino - L'amico di famiglia

### Millor guió
- Ferzan Özpetek i Gianni Romoli - No n'hi ha prou amb una vida
- Antonio Capuano - La guerra di Mario
- Emanuele Crialese - Nuovomondo
- Linda Ferri, Federico Starnone, Francesco Giammusso i Kim Rossi Stuart - Anche libero va bene
- Mario Monicelli, Alessandro Bencivenni i Domenico Saverni - Le rose del deserto
- Giuseppe Tornatore - La sconosciuta

### Millor actor protagonista
- Silvio Orlando - Il caimano
- Diego Abatantuono - La cena per farli conoscere
- Marco Leonardi - Maradona - La mano de Dios
- Giorgio Pasotti e Giorgio Colangeli - L'aria salata
- Giacomo Rizzo - L'amico di famiglia
- Carlo Verdone i Silvio Muccino - Il mio miglior nemico

### Millor actriu protagonista
- Margherita Buy - Il caimano i No n'hi ha prou amb una vida
- Laura Chiatti - L'amico di famiglia
- Donatella Finocchiaro - Il regista di matrimoni
- Valeria Golino - La guerra di Mario
- Giovanna Mezzogiorno - Lezioni di volo
- Laura Morante - Coeurs

### Millor actriu no protagonista
- Ambra Angiolini - No n'hi ha prou amb una vida
- Michela Cescon - L'aria salata
- Isabella Ferrari - Arrivederci amore, ciao
- Claudia Gerini - La sconosciuta i Viaggio segreto
- Monica Bellucci, Sabrina Impacciatore i Francesca Inaudi - N (Io e Napoleone)
- Francesca Neri - La cena per farli conoscere

### Millor actor no protagonista
- Alessandro Haber - Le rose del deserto i La sconosciuta
- Ninetto Davoli - Uno su due
- Ennio Fantastichini - No n'hi ha prou amb una vida
- Sergio Rubini - La terra i Commediasexi
- Riccardo Scamarcio i Dario Bandiera - Manuale d'amore 2 - Capitoli successivi
- Filippo Timi - In memoria di me

### Millor banda sonora
- Ennio Morricone - La sconosciuta
- Antonio Castrignanò - Nuovomondo
- Andrea Guerra - La recerca de la felicitat (The Pursuit of Happyness)
- Lele Marchitelli - Quale amore
- Pivio e Aldo De Scalzi - Piano 17 i Maradona - La mano de Dios
- Teho Teardo - L'amico di famiglia

### Millor fotografia
- Maurizio Calvesi - Viaggio segreto
- Luca Bigazzi - La stella che non c'è i L'amico di famiglia
- Arnaldo Catinari - Il caimano i L'aria salata
- Fabio Cianchetti - La terra
- Pasquale Mari - Il regista di matrimoni
- Fabio Olmi - Centochiodi

### Millor vestuari
- Milena Canonero - Marie Antoinette
- Nicoletta Ercole - La sconosciuta
- Maurizio Millenotti - N (Io e Napoleone)
- Liliana Sotira - Baciami piccina
- Lina Nerli Taviani - La masseria delle allodole
- Mariano Tufano - Nuovomondo

### Millor escenografia
- Dante Ferretti - The Black Dahlia
- Giancarlo Basili - Il caimano
- Paola Comencini - A casa nostra
- Andrea Crisanti - La masseria delle allodole
- Marco Dentici - Il regista di matrimoni
- Luca Gobbi - La terra

### Millor muntatge
- Francesca Calvelli - Il regista di matrimoni i In memoria di me
- Paolo Cottignola - Centochiodi
- Giogiò Franchini - La guerra di Mario
- Patrizio Marone - Maradona - La mano de Dios
- Jacopo Quadri - La guerra dei fiori rossi
- Marco Spoletini - Anche libero va bene

### Millor so en directe
- Gabriele Moretti - In memoria di me
- Emanuele Cecere i Daghi Rondanini - La guerra di Mario
- Mario Iaquone - Anche libero va bene
- Gilberto Martinelli - La sconosciuta
- Remo Ugolinelli - La stella che non c'è
- Alessandro Zanon - Il caimano

### Millor cançó
- Passione de Neffa - No n'hi ha prou amb una vida
- Eppur sentire (Un senso di te) d'Elisa i Paolo Buonvino - Manuale d'amore 2 - Capitoli successivi
- Ho voglia di te cantada per Laura Chiatti - Ho voglia di te
- Trust in me di Paolo Jannacci i Daniele Moretto - Mi fido di te
- Brucia questo amore cantada per Laura Morante - Liscio

### Millor pel·lícula europea
- Volver de Pedro Almodóvar
- Casino Royale, dirigida per Martin Campbell
- Die Große Stille, dirigida per Philip Gröning
- The Wind That Shakes the Barley, dirigida per Ken Loach
- Adams æbler, dirigida per Anders Thomas Jensen
- La reina (The Queen), dirigida per Stephen Frears

### Millor pel·lícula extraeuropea
- Cartes des d'Iwo Jima (Letters from Iwo Jima), dirigida per Clint Eastwood
- Petita Miss Sunshine, dirigida per Jonathan Dayton e Valerie Faris
- Match Point, dirigida per Woody Allen
- Still Life (Sanxia haoren), dirigida per Jia Zhang Ke
- Infiltrats (The Departed), dirigida per Martin Scorsese
- Water (Water), dirigida per Deepa Mehta

### Millor documental
- L'orchestra di piazza Vittorio, dirigida per Agostino Ferrente
- Il fantasma di Corleone, dirigida per Marco Amenta
- Pasolini prossimo nostro, dirigida per Giuseppe Bertolucci
- Volevo solo vivere, dirigida per Mimmo Calopresti
- La strada di Levi, dirigida per Davide Ferrario
- In un altro paese, dirigida per Marco Turco

### Nastro d'argento a la carrera
- Dino Risi

### Nastro d'Argento especialal personatge de l’any
(guardonat pel compromís i l'explotació artística i professional de la verema)
- Fausto Brizzi «director debutant a Notte prima degli esami (2006), que en un temps rècord ha confirmat que ha assolit l'objectiu amb una segona prova, Notte prima degli esami - Oggi (2007) definitivament digne del debut»[4]
- Gabriele Muccino «per l'èxit d'una pel·lícula amb la qual va confirmar un talent internacional, guanyant l'estima i l'atenció d'un món i d'un mercat, el de Hollywood, fins a les nominacions a l'Oscar»[4]
- Michele Placido per «l'extraordinària versatilitat amb què va signar, com a actor secundari, no una pel·lícula, sinó una temporada bonica: una prova professional d'alta qualitat que confirma una personalitat única, al panorama del cinema italià. I mai es dona per descomptat»[4]

### Nastro d'Argento europeu
- Sergio Castellitto
- Martina Gedeck

### PremiGuglielmo Biraghi
- Elio Germano - Mio fratello è figlio unico e N - Io e Napoleone